# Andreu Valor i Insa
Andreu Valor i Insa (Cocentaina, 1978) és un cantautor valencià. Forma part de l'actual escena de la renovada cançó valenciana en català, i després de 2007, any en què inicia la seua trajectòria en solitari, ha presentat deu àlbums d'estudi.

## Trajectòria professional
Va crear el seu primer grup musical l'any 2000 junt a altres companys. El 2007 es va dissoldre el grup, i Valor va decidir continuar en solitari.
En 2010 edita el seu primer treball discogràfic, En les nostres mans, amb la discogràfica MesdeMil. Va presentar aquest treball en gran part dels territoris de parla catalana.
Amb el segon treball discogràfic en solitari, A l'ombra de l'obscuritat (2012), va fer més de dos-cents concerts en dos anys.
El 2013 va treure un tercer disc, Malgrat la pluja, que era un disc de comiat, dedicat i realitzat junt al guitarrista Eduardo «Tata» Bates. La fusió dels diversos estils, propis de cadascun, aporten una nova sonoritat als seus treballs.
El 2015 va presentar Co(i)nspiracions, un treball produït junt amb Joan Amèric, amb versions dels dos cantautors. També va tocar el clàssic «M'aclame a tu» i una recreació de «Vaixell de Grècia» de Lluís Llach. El 2016 va tornar amb Bandautòrium, una revisió de les seues cançons amb una banda simfònica, adaptada pel director, compositor i músic, Ramon Garcia i Soler, enregistrada amb la Societat Escola Musical Santa Cecília de l'Olleria i estrenada al poble natal del cantautor amb l'Ateneu Musical de Cocentaina.
Un concert de 10 anys és una producció CD+DVD que va presentar el 2018. En desembre de 2017 va commemorar una dècada als escenaris en solitari, amb un concert a Cocentaina, que va ser enregistrat en directe i que va donar forma al seu sisè treball discogràfic, amb cançons seves recuperades i altres de noves. El mateix 2018 va publicar Poemitza't, un disc amb quinze poemes musicats d'autores i autors procedents d'una variant territorial estesa de parla catalana com ara Ovidi Montllor, Ponç Pons o Simona Gay, musicats per Valor i produït per primera ocasió pels seus companys Blai Antoni Vañó i Hèctor Tirado, que passaran a ser claus en el futur professional del cantautor i la producció dels seus futurs treballs.
El 2020 va presentar el disc Insurrecte, dues setmanes abans del decret d'Alarma per la covid-19. Després d'un any de tanta complexitat en l'àmbit social i cultural, Andreu Valor va consolidar una gran gira adaptant-se a les normatives de la situació i rebent a final d'any els premis Carles Santos de la GVA, com millor disc de cançó d'autor i millor gira. Aquest projecte va tindre un impàs important al poder-se presentar al Teatre Principal de València, el 18 de març de 2021. Una nit del foc recordada per l'anul·lació de les Falles i en la qual Valor va organitzar un concert envoltat d'artistes per seguir fent patent la importància de la cultura en la vida de les persones i que va ser el seu concert número mil.
En 2022, presenta Un nou món, amb un directe cuidat i una escenografia original que va començar amb el disc anterior i s'han convertit en una marca pròpia de les gires del cantautor. Aquest disc va rebre el guardó a millor disc de cançó d'autor als Premis Ovidi i va ser finalista a les nominacions dels premis Carles Santos de la Generalitat Valenciana en aquell mateix any.
En 2024 presenta A mamar, tots els versos!, un disc homenatge al poeta valencià Vicent Andrés Estellés en commemoració del centenari del seu natalici. Un treball amb una sonoritat diferent procedent d'uns arranjaments amb quartet de cordes que doten d'un caràcter més elegant i solemne per acompanyar els versos del poeta de Burjassot. Aquest disc rep quatre nominacions com a millor disc de cançó d'autor, millor producció musical, millor poema musicat d'Estellés i millor disseny realitzat per l'artista gràfica Mònica Llop.
Amb aquest projecte consoliden una gira intensa amb prop de 100 concerts en deu mesos, visitant ciutats estrangeres com ara Montreal, Berlín o Montpeller, i va presentar el disc en espais de tanta referència com el XXVII Festival de la Cançó de Xàtiva o Les Arts (Ciutat de les Arts i les Ciències) de València.

## Discografia
- 2010: En les nostres mans (MésdeMil)
- 2012: A l'ombra de l'obscuritat (MésdeMil)
- 2013: Malgrat la pluja (MésdeMil)
- 2015: Co(i)nspiracions amb Joan Amèric (Mèsdemil)
- 2016: Bandautòrium (Mèsdemil)
- 2018: Un concert de 10 anys (Bureo)
- 2018: Poemitza't (Bureo)
- 2020: Insurrecte (Un nou món edicions)
- 2022: Un nou món (Un nou món edicions)
- 2024: A mamar, tots els versos! (Un nou món edicions)
- 2025: Les Arts canten Estellés (Un nou món edicions)

## Reconeixements[calcitació]
- Premi al millor poema musicat d'Estellés per "Documentals" del disc "A mamar, tots els versos!" als Premis Ovidi Montllor 2024 i nominat a millor disc de cançó d'autor, millor disseny i millor producció musical als mateixos premis.
- Premi a millor disc de cançó d'autor pel disc "Un nou món" als Premis Ovidi Montllor i finalista als Premis Carles Santos de la GVA 2022 com a millor disc de cançó d'autor i millor disseny.
- Premi a millor disc de cançó d'autor i millor gira pel disc "Insurrecte" als Premis Carles Santos de la Generalitat Valenciana 2020.
- Premi a la millor cançó en català per “Mentre sol autogestione el meu plaer” al concurs de Cantautors d’Elx 2013.
- Finalista als premis “Carles Santos 2018” de la Generalitat Valenciana pel disc «Poemitza’t».
- Nominat als premis Ovidi Montllor (COM) al millor disc de cançó d’autor 2012 pel disc “A l’ombra de l’obscuritat”
- Nominat als premis Enderrock 2013 al millor disc i millor cantautor (per votació popular) pel disc “A l’ombra de l’obscuritat”.
- Nominat als premis Enderrock 2011 al millor disc, millor cantautor i millor directe (per votació popular) pel disc “En les nostres mans”.
- Finalista del concurs “Cantautors de Mataró 2010” a Mataró (Barcelona)
- Finalista del concurs “Cántigas de Mayo 2010” a Ceutí (Múrcia)
- Nominat als premis Ovidi Montllor (COM) al millor disc de cançó d’autor 2010 pel disc “En les nostres mans”.
- Finalista del concurs “Arrock Al Forn 2009” a l’Ollería (Vall d’Albaida)